# Nibarding
Nibarding (Faith Hilling en VO) est le troisième épisode de la seizième saison de la série télévisée d'animation américaine South Park et l'épisode 226e de la série globale.

## Synopsis
South Park n’échappe pas à la mode des mèmes Internet, et les garçons passent leur temps à essayer de suivre les dernières tendances. Cartman est un grand fan de "nibarding", qui consiste à se montrer en tirant sur la chemise pour faire croire qu'on a de gros seins. Les garçons réussissent un coup médiatique en pratiquant un nibarding sur la scène du débat entre les candidats républicains du Colorado pour les élections de 2012. Mais la mode passe rapidement et tout le monde n'en a plus que pour le "Taylor Swifting", qui consiste à frotter le sol avec les fesses nues comme un chien rongé par les vers. L'école fait appel au professeur Lamont, spécialisé dans les mèmes, pour tenter de limiter ce phénomène. Il montre aux élèves le danger des mèmes via des vidéos où de jeunes gens font du "Tebowing", qui consiste à faire une pose popularisée par le joueur de football américain Tim Tebow sur une voie ferrée. Tous finissent écrasés par un train, alors qu'ils avaient largement le temps de se mettre à l’abri.
L'école est dépassée quand la mode est désormais de prendre des photos de chats la tête dans des tranches de pain de mie. Le professeur Lamont se met dans la tête que les chats sont devenus capables de communiquer avec les humains, la preuve en étant donnée par le chat "Long John", qui semble parler mais qui en fait ne fait que feuler des syllabes crédibles phonétiquement.
Les garçons essayent de lancer eux-mêmes la prochaine tendance, en mélangeant le Taylor Swifting avec des chats à tête de tranche de pain de mie. Ils décident de l'effectuer lors du prochain débat des républicains, mais au dernier moment, Cartman, qui a toujours préféré le "nibarding", se révolte et exécute sa prestation préférée avec tellement d’emphase que tous les candidats et le public se lancent dans la danse. Un journaliste tente de trouver une explication à ce qui se passe, faisant ainsi ce qu'on appelle du "reporting". L'épisode se conclut par la mort dudit journaliste, tué en plein reporting par un train sorti de nulle part.

## Commentaire
- C'est le troisième épisode qui traite du changement rapide de mode, les deux premiers étant South Park est gay et Elementary School Musical
- Eric Cartman reprend la chanson I Hate Myself for Loving You, de Joan Jett